# Fritz Fullriede
Fritz Wilhelm Hermann Fullriede (ur. 4 stycznia 1895 w Bremie, zm. 3 listopada 1969 w Bad Oldesloe) – niemiecki oficer w randze generała majora. Uczestnik I i II wojny światowej.
Walczył w I wojnie światowej, a po jej zakończeniu w ramach działań Freikorpsu brał udział w pacyfikacji powstań śląskich.
W 1924 roku opuścił Niemcy i wyemigrował na dziesięć lat do Afryki. Po powrocie w 1934 roku ponownie wstąpił do armii. Brał udział w agresji Niemiec na Polskę w 1939 roku oraz w walkach na froncie wschodnim. Następnie służył w szeregach Afrika Korps oraz uczestniczył w kampanii włoskiej, brał też udział w działaniach defensywnych związanych z aliancką operacją Market Garden kolejnym jego przydziałem służbowym był front wschodni, został dowódcą obrony twierdzy Kołobrzeg.
Jego działalność wojskowa została doceniona w 1945 roku, wtedy to został odznaczony Krzyżem Rycerskim Krzyża Żelaznego z liśćmi Dębu.
Po zakończeniu działań wojennych znalazł się w amerykańskim obozie jenieckim. Podczas procesu zbrodniarzy wojennych był oskarżony i skazany na dwanaście lat więzienia. Został jednak zwolniony przedterminowo po czterech latach. Wyemigrował do Afryki, lecz na krótko przed śmiercią powrócił do ojczyzny, zamieszkał w mieście Bad Oldesloe. Tam też zmarł.

## Awanse
- Gen.Maj.: 20 kwietnia 1945
- Oberst (46d): 1 sierpnia 1943
- Oberstlt. (364): 1 marca 1942
- Leutnant d. R.: 20 września 1918
- Gefreiter: 12 kwietnia 1915

## Odznaczenia
- Krzyż Rycerski Krzyża Żelaznego (11 kwietnia 1943)
  - Liście Dębu (23 marca 1945)
- Krzyż Żelazny I Klasy (23 października 1941)
- Krzyż Żelazny II Klasy (Cesarstwo Niemieckie) (25 sierpnia 1917)
  - Okucie Ponownego Nadania (7 lipca 1941)
- Złota Odznaka za Rany (20 sierpnia 1941)
- Czarna Odznaka za Rany (Cesarstwo Niemieckie) (20 lipca 1918)